# Парламентарни избори у Француској 2017.
Парламентарни избори у Француској су одржани 11. и 18. јуна 2017.